# Charles FitzRoy, II duque de Cleveland
Charles Palmer, después Charles FitzRoy, II duque de Cleveland, I duque de Southampton, caballero de la Orden de la Jarretera, Jefe Mayordomo de Inglaterra (18 de junio de 1662-9 de septiembre de 1730), titulado Barón Limerick hasta 1670 y conde de Southampton entre 1670 y 1675, fue el hijo mayor de Barbara Villiers, futura duquesa de Cleveland,  y de Carlos II de Inglaterra. Como hijo putativo de su padrastro Roger Palmer, conde de Castlemaine, se titulado Lord Limerick en el momento de su nacimiento. Su nacimiento marcó la disputa entre sus padres: Lord Castlemaine la bautizó en la fe católica, pero seis días después fue rebautizado dentro de la Iglesia de Inglaterra.
En 1670, a los ocho años, fue prometido a Mary Wood, única hija y heredera de Sir Henry Wood, secretario del Green Cloth, con la condición de que no se celebrase el matrimonio hasta que Mary cumpliera dieciséis. Siguiendo a la muerte de su padre, la duquesa de Cleveland "secuestró" a Mary, con intención de llevarla junto a Charles. En 1675, fue nombrado duque de Southampton. El matrimonio con Mary Wood tuvo lugar 1679, pero la nueva duquesa murió de viruela meses después, sin hijos del matrimonio.
En 1694, el duque se volvió a casar con Anne, hija de Sir William Poultney de Misterton, Leicestershire, con la que tuvo seis hijos:
- Lady Grace, nacida el 28 de marzo de 1697, casada en 1725 con Henry Vane, futuro Conde de Darlington
- William, conde de Chichester (19 de febrero de 1698-18 de mayo de 1774)
- Lord Charles Fitzroy (13 de febrero de 1698-31 de julio de 1723)
- Lord Henry Fitzroy (17 de agosto de 1701-1709)
- Lady Anne, nacida el 12 de noviembre de 1702, casada con Francis Paddy.
- Lady Barbara, murió soltera.

Tras la muerte de su madre en 1709, la sucedió como II duque de Cleveland, a través de una característica especial en la concesión del título, gracias a la cual no importó su bastardía.
Murió el 9 de septiembre de 1730 y fue enterrado en Westminster. Fue sucedido por su primogénito William FitzRoy (1698–1774), quien murió sin descendencia extinguiendo sus títulos.